# Evangelhos da Coroação de Viena

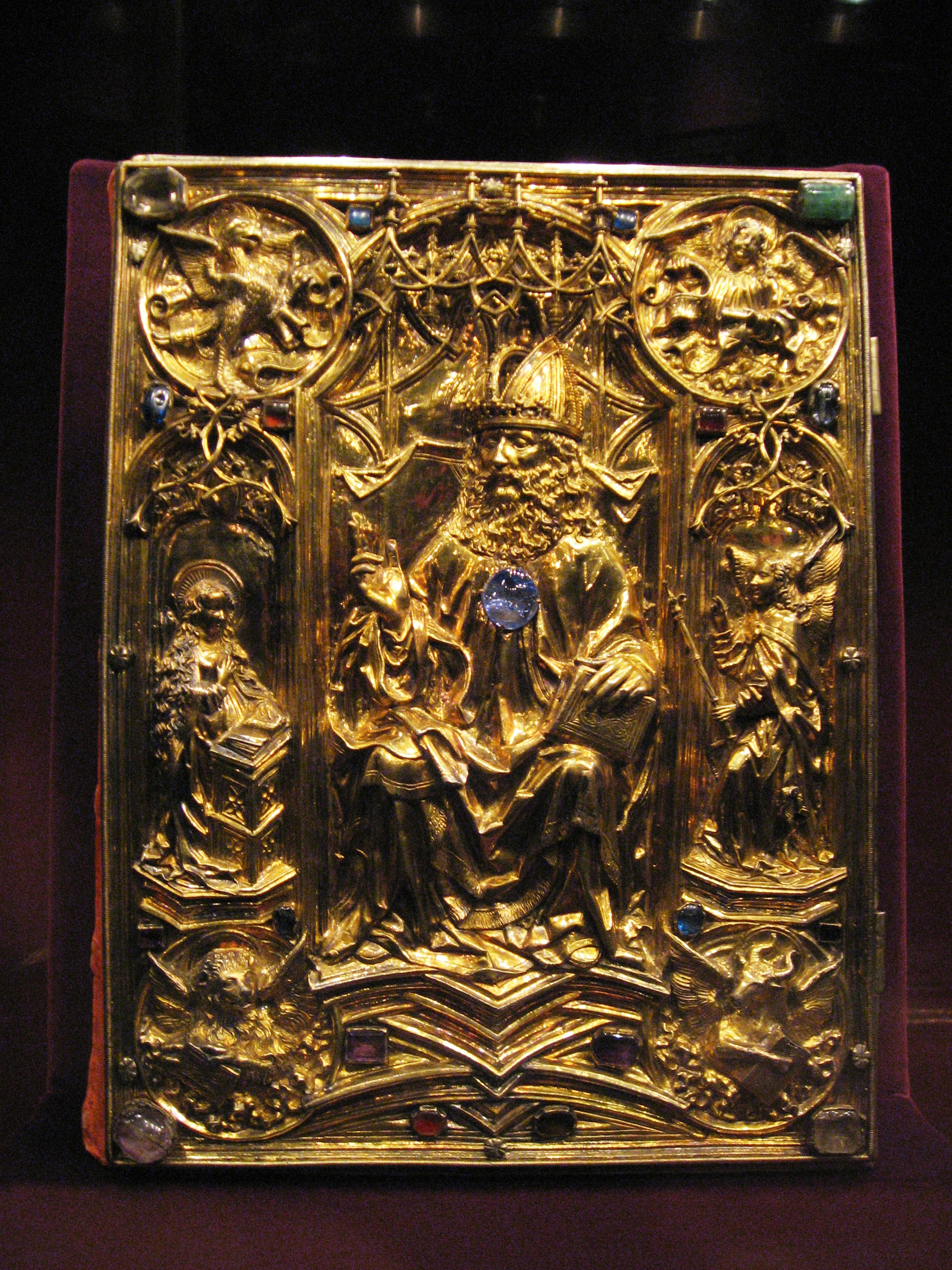
Capa do Evangelho da Coroação

Os Evangelhos da Coroação de Viena, em alemão Krönungsevangeliar ou Reichsevangeliar também conhecidos como os Evangelhos do Tesouro (Viena, Kunsthistorisches Museum , Schatzkammer, Inv. XIII 18) é um evangeliário iluminado do final do século VIII. 
Tradicionalmente, considera-se ser o mesmo manuscrito que foi encontrado na tumba de Carlos Magno, quando foi aberta no ano de 1000 por Otto III. As folhas do manuscrito são tingidas de púrpura, e o texto escrito em tinta dourada. 
O manuscrito está decorado com pinturas impressionistas num estilo carolíngio derivado da arte bizantina. Na margem da primeira página do Evangelho de Lucas encontra-se o nome grego Demetrius presbyter escrito em letras maiúsculas de ouro. Esta pode ser a assinatura do escrivão ou do iluminador e pode indicar que havia artistas bizantinos na corte de Carlos Magno. A tampa de ouro foi adicionada em 1500 pelo joalheiro Hans von Reutlingen de Aachen .